# Корецкий монастырь
Свято-Троицкий Корецкий монастырь (до 1880 года был Вознесенским, а ещё ранее Благовещенским) — ставропигиальный женский монастырь Русской православной церкви в городе Корце Ровенской области Украины.
До 1918 года имел статус второклассной обители Волынской епархии.
В церковном отношении находится в непосредственном ведении патриарха Московского и всея Руси и не является частью Украинской православной церкви Московского патриархата. Зарегистрирован в ЕГРПОУ под номером 13993497, собственником монастыря указан Священный синод Русской православной церкви.

## История
Первый женский монастырь на этот месте был основан в 1064 году преподобным Варлаамом, игуменом Киево-Печерским.
Предположительно, это был самый первый женский монастырь на территории Киевской Руси. В 13в. монастырь был разорен ордами хана Батыя.
Позже монастырь был вновь отстроен и освященный в честь Успения Божией Матери, он просуществовал до 1496г.
В 1571г. князь Корецкий Евфимий Богуш начал восстановление Корецкой обители, а продолжил возрождение монастыря его сын — князь Иоаким Богушевич. В 1580г. монастырь был освящен в честь Воскресения Христова.
После заключения в 1596 году Брестской унии оставался единственной женской православной обителью на Волыни.
Возобновлён в 1625 году княжной Софьей Корецкой (в монашестве игуменьей Серафимой).
В 1752—1795 годах был униатским, принадлежал Базилианскому ордену.
В 1831 году католический Троицкий монастырь сгорел, в 1867—1880 годах был отремонтирован, после чего сюда переселились сёстры Воскресенской обители, оставленной на положении скита.
21 сентября 1880 года архиепископом Волынским и Житомирским Димитрием (Муретовым) был освящён новый храм во имя Пресвятой Троицы и келлии; прежний Воскресенский монастырь был обращён в скит. В Воскресенском монастыре разместились также школа-приют и монастырское училище.
Согласно Рижскому мирному договору от 18 марта 1921 года отошёл к Польше, что спасло его от закрытия и разгрома.
В годы Гражданской войны в Троицком монастыре нашли приют сотни сирот. Когда в 1921—1939 годах Корец принадлежал Польше, притязания католиков на обитель возобновились. Проиграв судебный иск в Париже, поляки решили взять святыню силами военных. Узнав о готовящемся, игумения Феофания наложила на сестёр строгий пост. Ежедневно читалось по 40 акафистов. В назначенный день вся городская полиция была стянута к монастырю. Ожидался взвод конницы из Ровно. Но в дороге командующий взводом поручик Адамкевич внезапно остановил коня и стал падать из седла. На вопросы подхвативших поручика подчинённых Адамкевич ответил: «Меня поразил Ангел Божий. Монастырь не трогайте», — и умер.
12 января 1944 года Корец был взят Красной армией. Вследствие закрытия в 1959 году Кременецкого женского монастыря и в следующем году Дерманского монастыря число насельниц в Корецком монастыре возросло до 206.
В 1984 году патриарх Пимен предоставил монастырю статус ставропигиального в связи с конфликтом между настоятельницей монастыря и экзархом Украины митрополитом Филаретом (Денисенко).
В 1994 году монастырю был возвращён Воскресенский скит.
В монастыре 90 монахинь.

## Настоятельницы
- Таисия (Жогловская) (1814—1830)
- Иулитта (Киселёва) (1830—1860)
- Аполлинария (Князева) (1861—1877),
- Феофания (Сеницкая) (1877—1916),
- Михаила (Мелетьева) (1916—1931),
- Теофания (Павлюк-Задворна) (1931—1946),
- Магдалена (Крисько) (1946—1954),
- Людмила (Бельсовская) (1954—1970),
- Наталья (Ильчук) (1970—2006),
- Рафаила (Хильчук) (2006—2021),
- Парфения (Новак) (с 8 ноября 2021)[5].

## Архитектура монастыря
Престольный каменный храм с приделами Успения и прп. Иова Почаевского, а также каменный 2-этажный корпус келий возведены 1620 году, перестроены в 1867—1880 гг. Рядом — каменная зимняя церковь Иоанна Предтечи (1890). В каменной ограде монастыря — кирпичная трёхъярусная колокольня (1905).

## Святыни монастыря
- Местночтимая святыня с 1622 года — Корецкая икона Божией Матери «Споручница грешных»"[6], по преданию, привезена князем Корецким из Рима;
- чтимая плащаница Успения Божией Матери, написанная на кипарисе;
- плащаница Спасителя;
- список Почаевской иконы Божией Матери;
- икона Божией Матери «Скоропослушница»;
- икона Божией Матери «Геронтисса»;
- иконы великомученика Пантелеимона и архистратига Михаила, написанные на Афоне;
- икона «Собор Киево-Печерских угодников» (обновилась);
- крест с частицей Креста Господня и частицами мощей святых;
- мощевик с частицами мощей преподобных Киево-Печерских, иконы с частицами мощей преподобных Иова Почаевского, Варлаама Печерского, Иоанна Тобольского, святителя Николая.

Главный праздник: четверг после Дня Святой Троицы — иконы Божией Матери «Споручница грешных» (празднуется также 7/20 марта и 29 мая/11 июня).

## Скит Воскресения Христова Корецкого монастыря
Скит расположен западнее монастыря на незначительном удалении. К 1998 году над восточной частью главного скитского корпуса сооружено три новых купола.
Адрес монастыря: 34700, Украина, Ровенская обл., г. Корец, ул. Киевская, 56; тел.: (03651) 2-15-55.